# Saint-Romain-les-Atheux
Saint-Romain-les-Atheux – miejscowość i gmina we Francji, w regionie Owernia-Rodan-Alpy, w departamencie Loara.
Według danych na rok 1990 gminę zamieszkiwało 780 osób, a gęstość zaludnienia wynosiła 53 osób/km² (wśród 2880 gmin regionu Rodan-Alpy Saint-Romain-les-Atheux plasuje się na 921. miejscu pod względem liczby ludności, natomiast pod względem powierzchni na miejscu 789.).